# Шпиковский, Николай Григорьевич
Никола́й Григо́рьевич Шпико́вский (25 августа 1897, Киев, Российская империя — 3 декабря 1977, Москва, СССР) — советский кинорежиссёр, сценарист, журналист. Работал как в игровом, так и в документальном кино.

## Биография
Родился в 1897 году в Киеве. В 1917 году окончил юридический факультет Новороссийского университета. На протяжении последующих шести лет работал в области изучения организации труда.
С 1923 по 1925 год сотрудничал с редакциями «Кино-газеты» и журнала «Советский экран», где занимал должность заведующего редакцией. В 1924 году вышла его статья «Фильма-смеха-возбудитель» — по словам киноведа Ростислава Юренева, «едва ли не первая теоретическая статья о кинокомедии в советской прессе». В ней Шпиковский критиковал «идеологическое начало» в комичной (трюковой) картине (видимо, имея в виду «Необычайные приключения мистера Веста в стране большевиков», вышедшую незадолго до этого), сожалел, что сатира также не всегда смешна, и приходил к выводу, что необходимо использовать все доступные виды комедии. В той же статье он призвал к выпуску сатирического «Кино-крокодила».
Уже через год он на практике опробовал свои теории, поставив на пару с Всеволодом Пудовкиным короткометражку «Шахматная горячка» по собственному сценарию. Комедия была снята по мотивам прошедшего в Москве международного шахматного турнира, а в одной из ролей даже снялся чемпион мира по шахматам Хосе Рауль Капабланка. Роль жениха стала первой крупной ролью Владимира Фогеля. В остальных ролях снялось целое созвездие известных актёров и режиссёров. Один из критиков того времени В. Перцов так отозвался о картине:
«Шахматная горячка» стоит на уровне тех фильм, которые вызывают смех, так сказать, в чистом виде. Она принципиально поверхостна, социально и психологически абстрактна, не стремится дать какое бы то ни было объяснение «горячке», она принимает её как факт. Эта фильма даёт ничем не осложнённый «смех сквозь смех».
Огромный успех фильма способствовал росту популярности шахмат в СССР и появлению специфической моды в одежде. Вот как описывает эффект от фильма известный шахматный литератор Евгений Гик:
После выхода на экраны фильма «Шахматная горячка», в котором снялся Капабланка, в моду вошли галстуки и запонки «а-ля Капабланка». Мужчины носили клетчатые кепи, женщины в модной одежде были похожи на шахматные доски. Все обвязывали шею шахматными шарфами, покупали шахматные майки, трусы, носки. Всё, что можно было надеть на себя, модники разбивали на чёрные и белые квадраты.
В дальнейшем Шпиковский как режиссёр и сценарист создал ещё ряд комедий — «Чашка чая» (1927), «Три комнаты с кухней» (1928), «Осадное положение» (1935), «Шуми-городок» (1939). Трагикомедия «Шкурник» по мотивам рассказа Вадима Охрименко «Цыбала» о приключениях обывателя и верблюда на фронтах гражданской войны получила неоднозначную оценку.
Например, Осип Мандельштам в своей рецензии отмечал нестандартный «сказочный» подход к истории и выдающуюся работу оператора Алексея Панкратьева: «Шпиковский создал прекрасную игрушку, игрушку социального назначения — верблюжьего шпиона. Образ пластический. А выдумка — просто лесковская». В то же время он вменял режиссёру в вину то, что тот не дал должного развития сюжетной завязке и загубил её «ненужной агиткой»: «Между тем какой-то недобрый гений внушил Шпиковскому, что наряду с фольклорной темой верблюжьего шпигуна и даже в противовес ей надо крепить и развивать тему труда и хозяйства».
Вскоре фильм был изъят из проката на основании протокола ГРК РСФСР 2974: «…гражданская война рассматривается в фильме только с точки зрения её тёмных отвратительных сторон. Грабёж, грязь, тупоумие Красной Армии, местной Советской власти и т. д. Получился скверный пасквиль на действительность того времени». Долгое время фильм считался утерянным. В 2000-е годы его нашли «на самом дне киноархивов», восстановили и показали на кинофестивалях. Современная критика высоко оценила «революционность, авангардность» фильма, его актуальность и свободу от штампов и идеологии.
Шпиковский также работал в жанрах драмы и детского кино. Киноэпопею «Хлеб», поставленную им в 1929 году на Киевской кинофабрике «Украинфильма», ряд современных критиков признают вершиной творчества режиссёра и ставят в один ряд с другим украинским киномонументом тех лет — «Землёй» Александра Довженко, отмечая жёсткость сюжетной линии, новаторский монтаж и попытку создания собственного коммунистического супергероя. Главную роль в фильме исполнил украинский актёр и писатель Лука Ляшенко. Как и «Шкурник», фильм был положен на полку вскоре после выхода, не дойдя до экранов союзных республик:
Картина даёт ложное представление о борьбе за хлеб. Середняк из картины выпал полностью. Период восстановительный (ограничение кулака), относительное экономическое укрепление кулака (НЭП), классовая борьба, подготовка политических предпосылок для ликвидации кулачества и коллективизация (индустриализация) — всё это выпало из картины. Проблема хлеба толкуется в картине вне связи с социалистическим строительством.
В 2013 году отреставрированный Центром Александра Довженко вариант фильма был показан на Фестивале немого кино и современной музыки «Немые ночи», а затем — на фестивале современного искусства «ГОГОЛЬFEST».
После своих неудач Шпиковский переехал в Москву, где продолжил писать сценарии, почти отойдя от режиссуры. Во время Великой Отечественной войны работал редактором во фронтовом отделе Центральной студии кинохроники. Вместе с Юлием Райзманом поставил документальные фильмы «К вопросу о перемирии с Финляндией» (1944) и «Берлин» (1945), выступив также автором дикторского текста. Его перу принадлежит и новелла «Пир в Жирмунке» из «Боевого киносборника № 6». После войны продолжил работу в документальном и научно-популярном кино как сценарист и режиссёр.
Скончался 3 декабря 1977 года в Москве в возрасте 80 лет. Похоронен на Ваганьковском кладбище. Жена — Лидия Григорьевна Шпиковская (1907—1980).

## Фильмография

### Режиссёр
- 1925 — Шахматная горячка (короткометражный, совместно с Всеволодом Пудовкиным)
- 1927 — Чашка чая
- 1928 — Три комнаты с кухней
- 1929 — Шкурник
- 1929 — Хлеб
- 1931 — Гегемон
- 1935 — Дуэль (короткометражный)
- 1936 — Трое с одной улицы

### Сценарист
- 1925 — Шахматная горячка
- 1926 — Потомок араба
- 1927 — Чашка чая
- 1929 — Шкурник
- 1931 — Гегемон
- 1935 — Дуэль
- 1935 — Осадное положение
- 1936 — Трое с одной улицы
- 1939 — Шуми-городок
- 1941 — «Боевой киносборник № 6», новелла «Пир в Жирмунке»

### Документальные фильмы
- 1942 — «Лётчик Шабанов»
- 1944 — «К вопросу о перемирии с Финляндией» (совместно с Юлием Райзманом)
- 1945 — «Берлин» (совместно с Юлием Райзманом)
- 1951 — «Советская Белоруссия»
- 1950 — «Первые крылья»
- 1954 — «На полях Кубани»
- 1956 — «Опыт одного колхоза»
- 1956 — «Букет цветов»
- 1958 — «Дочь Малого театра»
- 1959 — «Большой концерт»
- 1962 — «В едином строю к великой цели»
- 1964 — «Я — кинолюбитель» (совместно с Фёдором Киселёвым)